# Zeeland (Michigan)
Zeeland is een city in Ottawa County, in de Amerikaanse staat Michigan. De stad had bij de bevolkingstelling in 2000 zo'n 5805 inwoners.
De plaats is gelegen in het westen van de Zeeland Charter Township. De stad is genoemd naar de Nederlandse provincie Zeeland omdat de eerste bewoners in 1847 ervandaan kwamen. Het landschap was toen nog vooral bos en er woonden indianen. Er was in het eerste jaar goed contact tussen de immigranten en de Ottawa-indianen. Dankzij die indianen wisten de immigranten het dat jaar ondanks ziekte en schaarste aan voedsel uit te houden. In de herfst van 1848 begonnen de Zeelanders met het ontbossen van het bosland om blokhutten te gaan bouwen; er zouden er een aantal maanden later 120 van verrijzen. De leefomgeving van de indianen was door de ontbossing geheel veranderd.
Uiteindelijk groeide de plaats uit tot een stadje en werd in 1907 ook als zodanig erkend. In 1997 woonde een delegatie uit de Nederlandse provincie Zeeland de festiviteiten bij ter gelegenheid van het 150-jarig bestaan.
De stad ligt vlak bij een andere naar een Nederlandse benaming genoemde stad, namelijk Holland. In North Dakota ligt eveneens een dorp genaamd Zeeland, maar dat is veel kleiner.
In Colorado ligt Nederland.